# Andrej Rant (zobozdravnik)
Andrej Rant, slovenski zobozdravnik, numizmatik in pesnik, * 1947, Ljubljana.

## Življenje in delo
Po poklicu je upokojeni zobozdravnik za otroke z motnjami v razvoju. Je častni član Numizmatičnega društva.
Pesmi je pričel pisati že v gimnaziji. Leta 1984 mu je Trubarjev antikvariat izdal pesniško zbirko Telohi. Leta 1998 mu je Mohorjeva družba izdala drugo pesniško zbirko Zornice. Zadnjo pesniško zbirko Izpovedi je izdal v samozaložbi leta 2006. Njegove pesmi so napisane v tekočem verzu z rimami. Vsebinsko so pesmi različnih vsebin od ljubezenskih do domoljubnih, etnoloških in osebnih izpovedi.
Izvoljen je bil za častnega člana Muzejskega društva Škofja Loka.